# 감문국
감문국(甘文國)은 현재 경북 김천시 개령면에 위치해 있던 삼국시대의 부족국가이다. 1969년까지 감문국 궁궐의 초석으로 전해져 내려온 돌이 남아 있었으나 현재에는 실존하지 않는다. 감문국의 읍성은 초기엔 감문면 문무리 성산골에 있을 것으로 추정되고, 후기엔 개령면 동부리의 감문산성에 있을 것으로 추정되며, 그 규모는 6-700 가구 정도로 추정된다.
<감문지>라는 책이 전해지는데 지금의 아포읍지역인 아포가 반란을 일으켜 감문국 본국에서 30명의 군대를 파견해 평정하려다 홍수로 회군했다는 기사가 전한다.
조분 이사금의 명을 받은 아찬 석우로(昔于老)가 신라군을 이끌고 감문국을 토벌하여 군(郡)으로 삼았다.(231년 7월) 《동국여지승람》에는 조선시대 초까지만 해도 감문국의 궁지(宮地)와 감문국 왕의 왕릉인 김효왕릉(金孝王陵), 왕비인 장부인(獐夫人)의 묘가 있었다고 한다. 현재 경북 김천시 감문면 삼성2리 (오성리) 입구 들에 김효왕릉으로 추정되는 고적분과 고인돌 더미가 미미하게 산적해 있고, 일제 강점기 도굴범에 의해 많은 도굴이 행해져 당시 금관과 같은 부장품이 도굴되었다는 이야기가 있다.

## 참고 문헌
- 김부식 (1145). 〈권02 조분 이사금 條,  권45 석우로(昔于老) 條〉. 《삼국사기》.